# Ghulam Kassim

Schachszene in Britisch-Indien (um 1800)

Ghulam Kassim (* unbekannt; † 1844 in Britisch-Indien) war ein indischer Schachspieler des 19. Jahrhunderts.
In der britischen Kolonialzeit Indiens traf das europäische Schach auf die indische Form des Spiels. Ghulam Kassim war der erste nachgewiesene Spieler Indiens, der als Meister im westlichen Schach galt.
Über den Lebensgang Ghulam Kassims, der in der Stadt Madras lebte, ist fast nichts bekannt. Er starb 1844.

## Korrespondenzpartien und Schachbuch
Der indische Meister nahm in führender Position an einem Korrespondenzwettkampf zwischen den Schachklubs der Städte Madras und Hyderabad teil. Die Partien wurden in den Jahren 1828 und 1829 gespielt und beide von Madras gewonnen. Sie zählen zu den frühesten Fernschachpartien überhaupt und sind ferner die ältesten notierten Partien aus Indien.
An der Seite Ghulam Kassims, der die Partien für Madras leitete, stritt James Cochrane (um 1770–1830), ein Angestellter des Madras Civil Service. Der Letztgenannte wurde oft mit dem britischen Meister John Cochrane verwechselt, der sich zufällig zu der gleichen Zeit in Indien aufhielt.
Ghulam Kassim und James Cochrane veröffentlichten 1829 ein 63-seitiges Buch unter dem Titel „Analysis of the Muzio Gambit, and Match of two Games at Chess, played between Madras and Hyderabad“. Dieser Band umfasste die kommentierten Fernpartien und einige Eröffnungsvarianten, enthielt vor allem jedoch eine ausführliche Analyse zum Muzio-Gambit. Diese Publikation wird vielfach als erste Eröffnungsmonographie der Schachliteratur angesehen. Der Name von Ghulam Kassim wird an erster Stelle als Autor genannt.

## Ghulam-Kassim-Gambit
Im Ergebnis der veröffentlichten Analysen wurde nach Ghulam Kassim eine Variante des Königsgambits benannt.

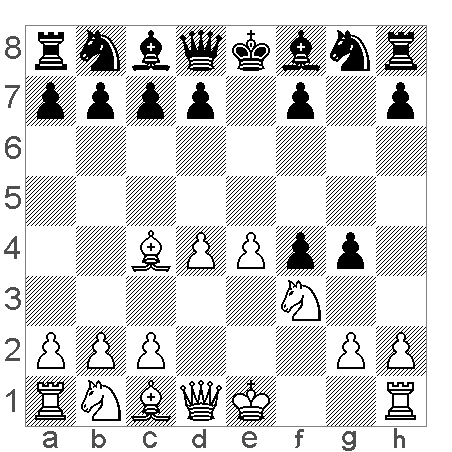
Ghulam-Kassim-Gambit

Das scharfe „Ghulam-Kassim-Gambit“, das heute als inkorrekt eingeschätzt wird, entsteht nach den folgenden Zügen: 1. e2–e4 e7–e5 2. f2–f4 e5xf4 3. Sg1–f3 g7–g5 4. Lf1–c4 g5–g4 5. d2–d4. Es stellt eine  nur selten gewählte Alternative zum Muzio-Gambit (5. 0–0). Im Ghulam-Kassim-Gambit stellt Weiß die kurze Rochade (und damit die Aktivierung seines Turmes) zurück und setzt dafür den Bauernvorstoß e4–e5 ohne Bauernopfer durch.

## Werke
- Analysis of the Muzio Gambit, and Match of two Games at Chess, played between Madras and Hyderabad, with Remarks by Ghulam Kassim, of Madras, who had the Chief Direction of the Madras Games, and James Cochrane, Esq. of the Madras Civil Service, Madras 1829.